# Mistrovství světa v rychlostní kanoistice – kánoe ženy
Toto je seznam medailistek v kanoi z mistrovství světa ICF v rychlostní kanoistice.

## C1 200 metrů
| Rok / Místo           | Zlato                           | Stříbro                   | Bronz                                      |
| --------------------- | ------------------------------- | ------------------------- | ------------------------------------------ |
| 2010 Poznań           | Laurence Vincent-Lapointe (CAN) | Li Tiantian (CHN)         | Maria Kazakova (RUS)                       |
| 2011 Szeged           | Laurence Vincent-Lapointe (CAN) | Maria Kazakova (RUS)      | Staniliya Stamenova (BUL)                  |
| 2013 Duisburg         | Laurence Vincent-Lapointe (CAN) | Staniliya Stamenova (BUL) | Zsanett Lakatos (HUN)                      |
| 2014 Moskva           | Laurence Vincent-Lapointe (CAN) | Staniliya Stamenova (BUL) | Valdenice do Nascimento (BRA)              |
| 2015 Milan            | Staniliya Stamenova (BUL)       | Kincső Takács (HUN)       | Kamila Bobr (BLR)                          |
| 2017 Račice           | Laurence Vincent-Lapointe (CAN) | Olesia Romasenko (RUS)    | Kincső Takács (HUN)                        |
| 2018 Montemor-o-Velho | Laurence Vincent-Lapointe (CAN) | Olesia Romasenko (RUS)    | Dorota Borowska (POL) Alena Nazdrova (BLR) |
| 2019 Szeged           | Nevin Harrison (USA)            | Olesia Romasenko (RUS)    | Alena Nazdrova (BLR)                       |
| 2021 Kodaň            | Katie Vincent (CAN)             | Antía Jácome (ESP)        | Dorota Borowska (POL)                      |
| 2022 Dartmouth        | Nevin Harrison (USA)            | María Corbera (ESP)       | Lin Wenjun (CHN)                           |
| 2023 Duisburg         | Yarisleidis Cirilo (CUB)        | Antía Jácome (ESP)        | Lin Wenjun (CHN)                           |

## C1 500 metrů
| Rok / Místo           | Zlato                 | Stříbro                 | Bronz                         |
| --------------------- | --------------------- | ----------------------- | ----------------------------- |
| 2018 Montemor-o-Velho | Kseniia Kurach (RUS)  | Alena Nazdrova (BLR)    | Katie Vincent (CAN)           |
| 2019 Szeged           | Alena Nazdrova (BLR)  | Kseniia Kurach (RUS)    | Anastasiia Chetverikova (UKR) |
| 2021 Kodaň            | María Mailliard (CHI) | Ljudmyla Luzanová (UKR) | Alena Nazdrova (BLR)          |
| 2022 Dartmouth        | Liudmyla Luzan (UKR)  | Sophia Jensen (CAN)     | María Mailliard (Chile)       |
| 2023 Duisburg         | Katie Vincent (CAN)   | María Corbera (ESP)     | María Mailliard (Chile)       |

## C1 5000 metrů
| Rok / Místo           | Zlato                           | Stříbro               | Bronz                 |
| --------------------- | ------------------------------- | --------------------- | --------------------- |
| 2018 Montemor-o-Velho | Laurence Vincent-Lapointe (CAN) | Annika Loske (GER)    | María Mailliard (CHI) |
| 2019 Szeged           | Volha Klimava (BLR)             | María Mailliard (CHI) | Zhang Yajue (CHN)     |
| 2021 Kodaň            | Volha Klimava (BLR)             | Zsófia Kisbán (HUN)   | María Mailliard (CHI) |
| 2022 Dartmouth        | Katie Vincent (CAN)             | Annika Loske (GER)    | María Corbera (ESP)   |
| 2023 Duisburg         | Katie Vincent (CAN)             | Zsófia Kisbán (HUN)   | Li Li (CHN)           |

## C2 200 metrů
| Rok / Místo           | Zlato                                  | Stříbro                                              | Bronz                                          |
| --------------------- | -------------------------------------- | ---------------------------------------------------- | ---------------------------------------------- |
| 2018 Montemor-o-Velho | Alena Nazdrova Kamila Bobr Bělorusko   | Sylwia Szczerbińska Dorota Borowska Polsko           | Kseniia Kurach Olesya Nikiforova Rusko         |
| 2019 Szeged           | Lin Wenjun Zhang Luqi Čína             | Kincső Takács Virág Balla Maďarsko                   | Dilnoza Rakhmatova Nilufar Zokirova Uzbekistán |
| 2021 Kodaň            | Patricia Coco María Corbera Španělsko  | Yarisleidis Cirilo Duboys Katherin Nuevo Segura Kuba | Giada Bragato Bianka Nagy Maďarsko             |
| 2022 Dartmouth        | Yarisleidis Cirilo Katherin Nuevo Kuba | Lin Wenjun Shuai Changwen Čína                       | Giada Bragato Bianka Nagy Maďarsko             |
| 2023 Duisburg         | Shuai Changwen Lin Wenjun Čína         | Antía Jácome María Corbera Španělsko                 | Lisa Jahn Hedi Kliemke Německo                 |

## C2 500 metrů
| Rok / Místo           | Zlato                                                | Stříbro                                            | Bronz                                                |
| --------------------- | ---------------------------------------------------- | -------------------------------------------------- | ---------------------------------------------------- |
| 2011 Szeged           | Laurence Vincent-Lapointe Mallorie Nicholson Kanada  | Anastasia Ganina Natalia Marasanova Rusko          | Kincső Takács Gyöngyvér Baravics Maďarsko            |
| 2013 Duisburg         | Laurence Vincent-Lapointe Sara-Jane Caumartin Kanada | Zsanett Lakatos Kincső Takács Maďarsko             | Nancy Millan Maria Mailliard Chile                   |
| 2014 Moskva           | Zsanett Lakatos Kincső Takács Maďarsko               | Daryna Kastsiuchenka Kamila Bobr Bělorusko         | Natalia Marasanova Olesia Romasenko Rusko            |
| 2015 Milan            | Daryna Kastsiuchenka Kamila Bobr Bělorusko           | Maria Kazakova Olesia Romasenko Rusko              | Kincsö Takács Zsanett Lakatos Maďarsko               |
| 2017 Račice           | Katie Vincent Laurence Vincent-Lapointe Kanada       | Irina Andreeva Olesia Romasenko Rusko              | Kamila Bobr Alena Nazdrova Bělorusko                 |
| 2018 Montemor-o-Velho | Katie Vincent Laurence Vincent-Lapointe Kanada       | Virág Balla Kincső Takács Maďarsko                 | Nadzeya Makarchanka Volha Klimava Bělorusko          |
| 2019 Szeged           | Sun Mengya Xu Shixiao Čína                           | Kincső Takács Virág Balla Maďarsko                 | Volha Klimava Nadzeya Makarchanka Bělorusko          |
| 2021 Kodaň            | Ljudmyla Luzanová Anastasiia Chetverikova Ukrajina   | Alena Nazdrova Nadzeya Makarchanka Bělorusko       | Yarisleidis Cirilo Duboys Katherin Nuevo Segura Kuba |
| 2022 Dartmouth        | Xu Shixiao Sun Mengya Čína                           | Ljudmyla Luzanová Anastasiia Chetverikova Ukrajina | Giada Bragato Bianka Nagy Maďarsko                   |
| 2023 Duisburg         | Xu Shixiao Sun Mengya Čína                           | Antía Jácome María Corbera Španělsko               | Sloan MacKenzie Katie Vincent Kanada                 |

## C2 mix 200 m
| Rok / Místo | Zlato                           | Stříbro                                  | Bronz                                    |
| ----------- | ------------------------------- | ---------------------------------------- | ---------------------------------------- |
| 2021 Kodaň  | Irina Andreeva Ivan Shtyl (RCF) | Michał Łubniewski Dorota Borowska Polsko | Dávid Korisánszky Kincső Takács Maďarsko |

## C2 mix 500 m
| Rok / Místo    | Zlato                                   | Stříbro                                    | Bronz                                          |
| -------------- | --------------------------------------- | ------------------------------------------ | ---------------------------------------------- |
| 2022 Dartmouth | Connor Fitzpatrick Katie Vincent Kanada | Sebastian Brendel Sophie Koch Německo      | Aleksander Kitewski Sylwia Szczerbińska Polsko |
| 2023 Duisburg  | Connor Fitzpatrick Katie Vincent Kanada | Wiktor Głazunow Sylwia Szczerbińska Polsko | Olympia della Giustina Daniele Santini Itálie  |